# Synagogue de Lisbonne
La synagogue Shaaré Tikva de Lisbonne a été inaugurée le 18 mai 1904 (5 Sivan 5664). Le nom de la synagogue signifie « les portes de l'espoir ». Elle est de rite séfarade-marocain, typique de la péninsule Ibérique.
Elle est située au 59 rue Alexandre Herculano dans le quartier de São Mamede, à proximité de la station de métro Rato (linha amarela). Elle sert de lieu de culte à la petite communauté juive de Lisbonne : environ 5 000 juifs résideraient au Portugal, dont 600 dans la capitale portugaise.

## Histoire
En 1810, il existe à Lisbonne trois petites synagogues, en fait trois maisons particulières qui tiennent lieu de lieux de culte. Après de nombreuses tentatives, une assemblée générale des juifs de Lisbonne, décide, le 4 mars 1897 sous la présidence de Leão Amzalak, de construire une synagogue. En 1901 le terrain est acquis, et la première pierre est posée le 25 mai 1902.
La synagogue a été inaugurée le 18 mai 1904. Elle fut la première synagogue élevée au Portugal depuis le décret royal du roi Manuel Ier d'expulsion des juifs en 1496.

## Description
La synagogue est le résultat d'un projet de l'architecte Miguel Ventura Terra. Elle arbore une façade de pierre de taille orientée vers Jérusalem et des colonnes et des piliers de style roman-byzantin.
Une extension a été construite en 1948 sous la direction de l'architecte Carlos Ramos.

## Actualités
La synagogue a permis à la communauté juive de célébrer divers événements tels que la création de l'État d'Israël, ou rendre hommage aux victimes du nazisme et à Aristides de Sousa Mendes, consul du Portugal à Bordeaux qui a permis à plus de mille juifs de fuir la guerre par le Portugal.
Le 9 septembre 2004, la synagogue a célébré son centenaire en présence du président de la république portugaise Jorge Sampaio, du grand rabbin d'Israël Shlomo Moshé Amar et des représentants des communautés musulmanes, protestantes et catholiques.